# Дуго језеро
Дуго језеро (рус. Долгое озеро) језеро је на северозападу европског дела Руске Федерације. Налази се на територији Сланчањског рејона, на крајњем југозападу Лењинградске области. Кроз језеро протиче река Долгаја, десна притока реке Луге, преко које је повезано са сливом Финског залива Балтичког мора.
Језеро је јако издужено у смеру запад-исток дужином до 10,5 километара, док максимална ширина не прелаз 0,9 км (просчно око 0,4 км). Одликује се великим дубинама, просечно око 12,7 метара, односно максимално до 33 метра. Обале су местимично нешто више, дужина обалске линије је у просеку око 21,1 километар. Површина језерске акваторије је 4,5 км², док је запремина око 0,0571 км³.
У језеро се улива 8 мањих потока. Сливно подручје обухвата територију површине 192 км². Језеро је познато по својим рибогојилиштима у којима се узгајају поједине врсте салмонида, посебно дужичастих пастрмки.